# Elisabeth Zinser
Elisabeth Ann Zinser (née en 1940) est nommée septième présidente de l'Université Gallaudet à Washington DC. Elle a dirigé seulement six jours, du 6 au 11 mars, puis a démissionné en raison des protestations de Deaf President Now (un Président sourd, maintenant) à Gallaudet. La manifestation est "un grand événement dans l'histoire de la culture des sourds".

## Biographie

### Deaf President Now
Les manifestants l'ont remerciée d'avoir fait une sortie gracieuse et digne, notant qu'elle était devenue une "victime innocente et la malheureuse cible" de leur colère collective